# مارسيلينو سانشيز
مارسيلينو سانشيز (بالإنجليزية: Marcelino Sánchez)‏ هو ممثل أمريكي، ولد في 5 ديسمبر 1957 في الولايات المتحدة، وتوفي في 21 نوفمبر 1986 بلوس أنجلوس في الولايات المتحدة.

## أعمال

### أفلام
- (1979) ذا واريورس[1][2]

## وصلات خارجية
- مارسيلينو سانشيز على موقع IMDb (الإنجليزية)
- مارسيلينو سانشيز على موقع قاعدة بيانات الفيلم (الإنجليزية)